# 歐根·魏德曼
歐根·魏德曼（德語：Eugen Weidmann，1908年2月5日—1939年6月17日），或依法语译作歐仁·魏德曼（法語：Eugène Weidmann），為一名德國籍罪犯，並最終在法國遭斷頭台處決。他是法國最後一名被公開處刑的人。在他之後，法國仍然使用斷頭台處決死囚，但方式改爲非公開。最後一名被斷頭台處決的是哈米达·詹杜比，他於1977年9月10日被斷頭台處決。

## 早年
歐根·魏德曼生於德國法蘭克福的一個出口商之家，也曾經在該地上過學。一戰爆發後，他被送到他的祖父母那裏撫養。從那時起，他開始了偷竊。在他20餘歲時，他曾因爲搶劫在薩爾布呂肯坐監五年。
在監獄服刑期間，他認識了兩個日後成爲他的犯罪同夥的人：罗热·米利翁（Roger Million）以及让·布朗（Jean Blanc）。在刑滿出獄後，他們決定一起綁架在法國旅行的富有旅行者，並盜竊他們的錢財。爲了方便作案，他們在巴黎附近的聖克盧租了一套別墅。

## 犯罪
歐根·魏德曼的第一次綁架因被害人的激烈反抗而以失敗告終後，1937年7月，他綁架了紐約的舞蹈家讓·德·科文（Jean de Koven），並將她殺死。之後，他又進行了一系列的謀殺。1937年11月25日，他進行了他的最後一場謀殺，被害人是一個叫做Raymond Lesobre的房地產經紀人。

## 抓捕
警局最終循線找到了歐根·魏德曼所租的別墅。當天，歐根·魏德曼回到家後，即發現兩名警察已經在那裏等他了。他用手槍擊傷了兩名警察，但兩名警察仍然在受傷的情況下將他制服、拘捕。入獄後，歐根·魏德曼坦白了所有罪行。他對殺死讓·德·科文感到愧疚（但他也僅對此罪行感到愧疚），據稱他曾經流着淚說：「她很溫柔，而且毫無戒心，當我的手卡住她的脖子時，她就像人偶那樣倒下了。」。
1939年3月，法國司法部門對歐根·魏德曼以及他的三名共犯進行了審判。此案爲法國自1921年宣判的「藍鬍子再世」亨利·德西雷·朗德呂連環殺人案以來最大的刑事案件。最終，歐根·魏德曼被判死刑。

## 處決
1939年6月17日，歐根·魏德曼於凡爾賽聖皮埃爾監獄外被斷頭台處決。因爲公眾「歇斯底里的行爲」讓人感到反感，時任法國總統阿爾貝·勒布倫立即簽署命令，在全法範圍內廢止了公開處刑。另外，在當局不知情的情況下，某人於附近的一座私人公寓中拍下了處決過程。時年17歲的英國演員克里斯托弗·李目睹了歐根·魏德曼被處決的過程。

## 擴展閱讀
- Beaux Ténèbres - La Pulsion du Mal d'Eugène Weidmann （页面存档备份，存于） by Michel Ferracci-Porri (Beautiful darkness, The Impulse to Evil of Eugen Weidmann) 412 pages, Editions Normant, France 2008
- Comments On Cain by F. Tennyson Jesse (New York: Collier Books; London: Collier-Macmillan, Ltd., 1948, 1964), 158p., p. 99-158, "Eugen Weidmann: A Study in Brouhaha". There is a drawing of Weidmann as the frontispiece of the book.